# 角嘴海雀
角嘴海雀（学名：Cerorhinca monocerata）为海雀科角嘴海雀属的一种海鸟。角嘴海雀于北太平洋的寒冷海域沿岸筑巢繁殖，至冬季则飞往南方越冬。该鸟身材丰满，喙大，翅膀短。角嘴海雀主要以鱼为食，亦会捕食一些无脊椎动物。角嘴海雀是一夫一妻制动物，配偶关系可维持数年。其一般在有植被覆盖之处筑巢繁殖。目前，角嘴海雀种群数量庞大，属无危物种。

## 种间关系
从动物形态学来看，角嘴海雀和海鹦关系密切，二者同属一族。目前角嘴海雀是属内唯一物种，但该属有数个已灭绝的化石种，如新近纪的C.dubia、C.minor和C.reai。其中，后两种化石种均比今日的角嘴海雀小约25%。

## 外貌描述

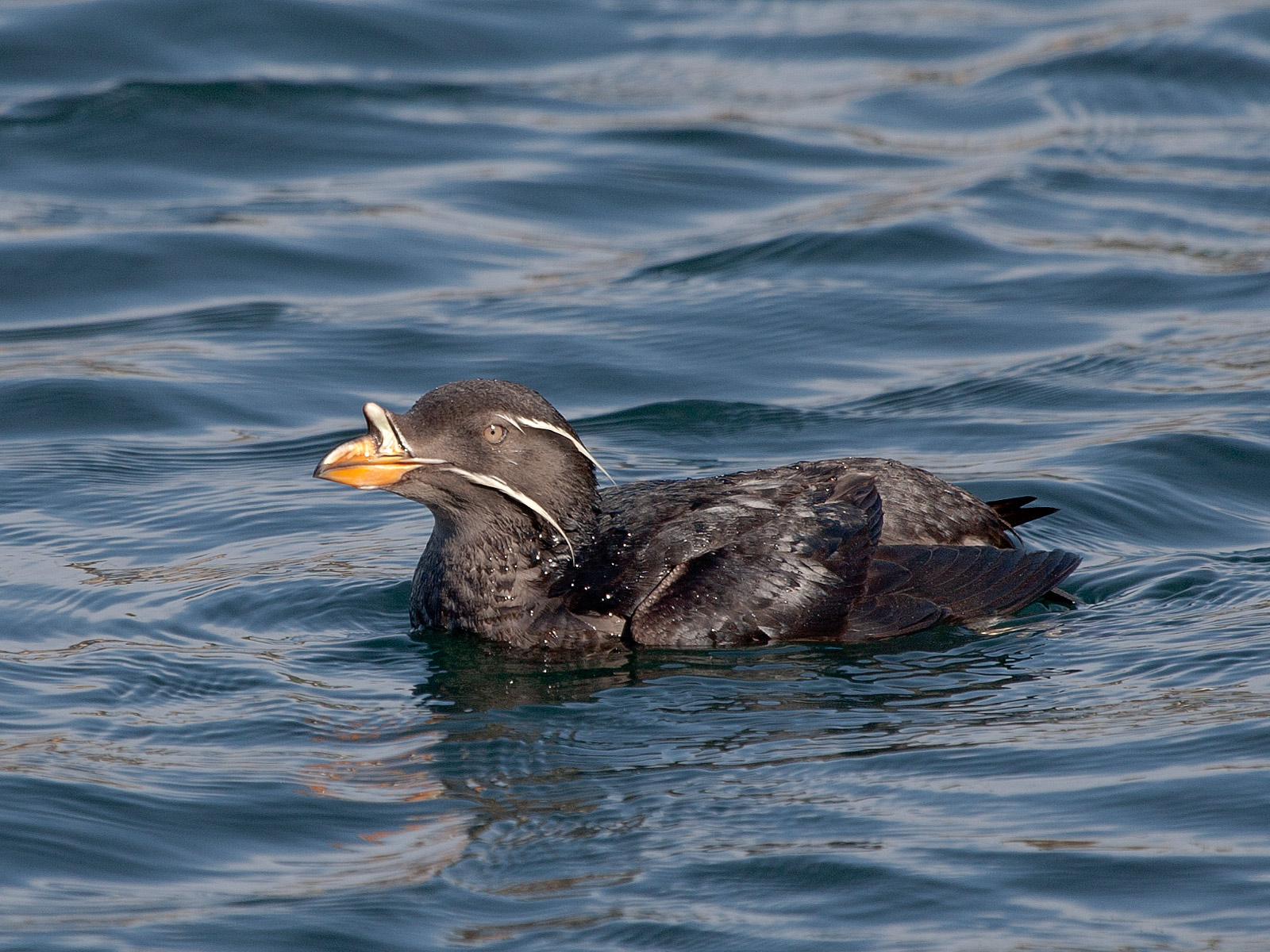
繁殖季的角嘴海雀，摄于日本北海道天卖岛。注意其面部的白色斑纹与角状物

角嘴海雀体态丰满，翅膀短，与其他海雀相比大小中等。其鸟喙大，在靠近头部处有一垂直的角状物。成年角嘴海雀大体为灰色，翅膀、背部和尾部上有暗棕色的覆羽，喉咙、胸部和肋腹的羽毛则是灰棕色。繁殖季的角嘴海雀面部会长出两道白色条纹，鸟喙变为橙黄色，其上的角状物为白色；非繁殖季的角嘴海雀喙为黄色，脸部也更为黯淡。角嘴海雀的瞳孔为褐色、黄棕色、橙色或奶油色；足部为黄色或褐色，常带有绿色光泽。

## 物种分布

### 繁殖地
角嘴海雀一般在水温6—16℃的海域繁殖。在北美洲，其繁殖地集中于阿拉斯加州、不列颠哥伦比亚省和华盛顿州的岛屿，但南至加利福尼亚州的海峡群岛上亦有繁殖群落。阿拉斯加湾和阿留申群岛亦有小规模的种群。在亚洲，其会在日本的北海道与本州岛、北朝鲜、俄罗斯的库页岛、千岛群岛和海参崴繁殖。

### 越冬地
角嘴海雀会在太平洋离岸100千米以内的海面上越冬。在北美洲，其越冬范围北至阿拉斯加州东南，南至下加利福尼亚半岛。其在阿拉斯加、俄勒冈和不列颠哥伦比亚外海均较罕见，仅常见于温哥华岛南部海域。其常见于华盛顿州与加利福尼亚州海域，每年冬季均有数万个体在普吉特海湾、蒙特雷湾等水域越冬。其罕见于圣迭戈等城市附近。

## 生态与习性

### 栖息地
角嘴海雀筑巢的岛屿一般或多或少有植被覆盖，且常长有茂密的灌木丛。在繁殖季外角嘴海雀一般生活于大陆架上方的海域。

### 觅食
角嘴海雀主要通过潜水获取食物，多在白昼与黄昏时觅食。其猎物中绝大多数为小型鱼类，另会在繁殖季捕食磷虾以及在非繁殖季捕食鱿鱼。角嘴海雀最深可潜至60米深处，但一般会在水深10米左右捕猎，并主要从猎物的下方或后方发起攻击。该鸟的上颚内侧有棘刺，因此可在捕获猎物后将其衔在嘴中并继续觅食。
繁殖季的角嘴海雀会在浅水区、潮间带等猎物靠近水面的区域捕猎。此外，该鸟有集群捕猎的习性：一群角嘴海雀会与合作将诸如玉筋鱼之类的鱼群驱赶成球状以便捕食。其捕食群体内常会混有三趾鸥、太平洋潜鸟等其他食鱼鸟类。

### 生命周期

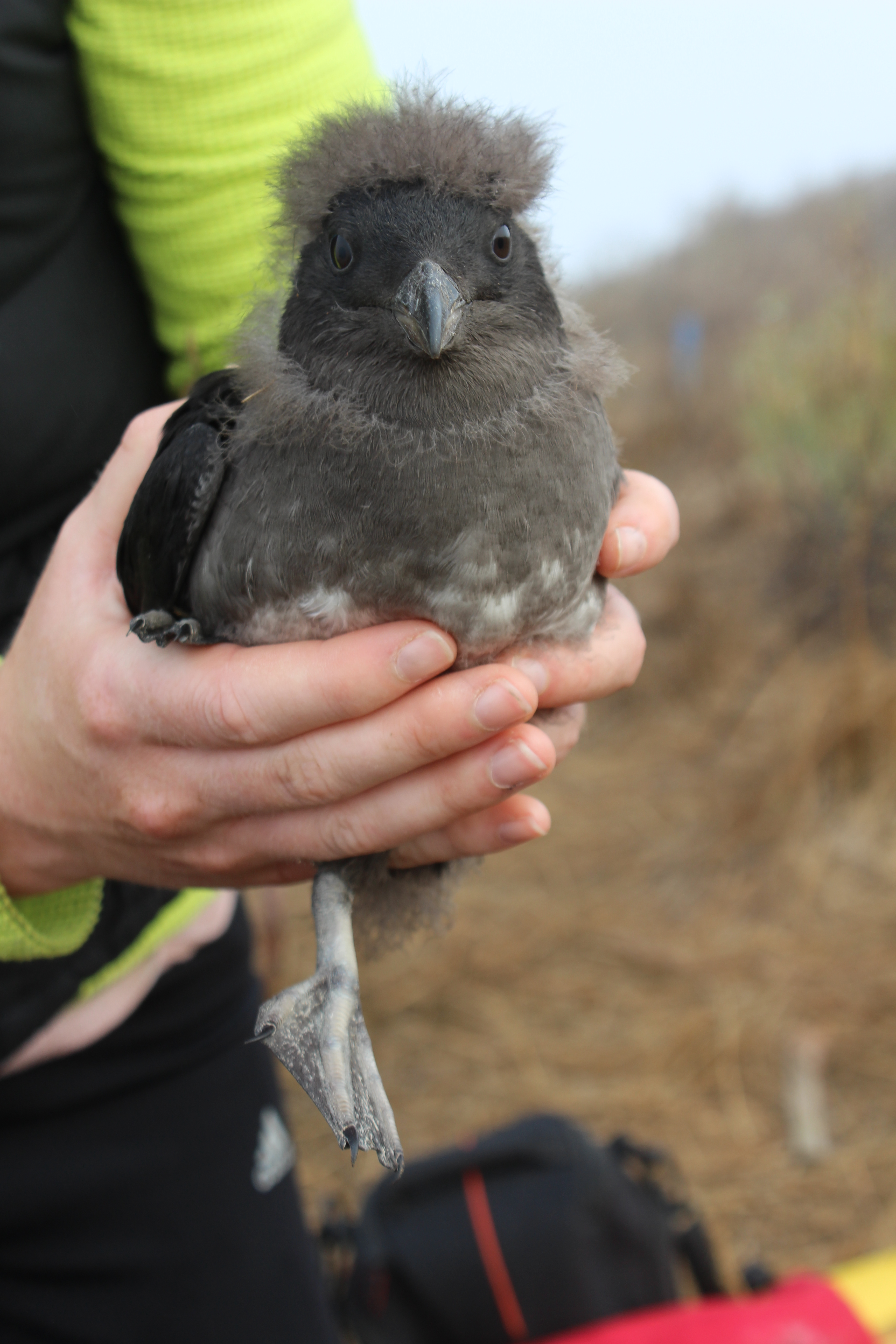
角嘴海雀的雏鸟

角嘴海雀在繁殖季会形成庞大的群落。该鸟是一夫一妻制动物，会通过蜷缩、鞠躬、摇头晃脑等动作来求偶。其配偶关系可维持数年，期间双方会通过反复交错鸟喙的方式来维系感情。角嘴海雀的鸟巢为1—5米长的碟状土坑，多位于海拔10米以上的草地山坡上，但也会在森林地面或草丛等其他植被丰茂处筑巢。如栖息地土壤较浅，其会在天然岩洞上筑巢。配偶双方均会参与筑巢。该鸟在筑巢时会喙脚并用刨土。完工的巢穴周围会覆盖有一圈植被等杂物。其蛋为米黄色，长约70厘米，一般一窝内仅有一枚蛋。双方亲鸟均会参与孵化与育雏，该鸟平均孵化周期在45天左右。期间亲鸟大约以24小时为周期轮班孵蛋。角嘴海雀的雏鸟遍体绒毛，刚出生即可行走，在2日内亦可维持体温。雏鸟在破壳约10日后便会长出发翔羽和初级覆羽的，同时会逐渐长出正羽，至30日大时会逐渐开始褪去绒毛。角嘴海雀多在夜间投喂雏鸟，这一行为可能是为了避免遭遇其他鸟类抢夺食物。亲鸟一般一次会投喂多条鱼类。离巢前，角嘴海雀雏鸟有时会于夜间在巢穴附近徘徊，至白天再返回巢中。其雏鸟一般在50日大时离巢。根据环志记录，目前已知最年长的角嘴海雀年龄为28岁又3个月。

### 天敌
数种大型鸟类会捕食成年的角嘴海雀，如白头海雕、大雕鸮和游隼。其中，白头海雕会在日落时分群聚于角嘴海雀的群落附近以捕食回巢的个体。黑尾鸥、灰翅鸥、西美鸥等鸥类亦会对角嘴海雀进行盗食寄生。此外，灰背鸥和黑尾鸥等大型鸥类还会捕食角嘴海雀的雏鸟。

### 迁徙
角嘴海雀会在繁殖季结束后成群迁徙至南方水域。然而，许多角嘴海雀有时不会飞完迁徙全程，而是在繁殖地附近水域越冬。

## 种群现状
目前角嘴海雀种群庞大、分布广泛，无灭绝之虞。然而，目前其种群有所减少。最主要的原因是因气候变化而改变的上升流，但人类活动也对其种群有影响。该鸟常为流刺网所兼捕并因此溺亡，而石油泄漏亦会减少其种群数量。另外，诸如鼠类、北极狐和浣熊等人为引入其栖息地的哺乳动物会捕食角嘴海雀。

## 外部連結
- 维基共享资源上的相關多媒體資源：角嘴海雀
- 維基物種上的相關：角嘴海雀